# Cvičení se švihadlem
Cvičení se švihadlem („rope skipping“ UK angl,, "jump rope" US angl.) je sportovní odvětví mnoha variant, oblíbené po celém světě. Se švihadlem lze sportovat individuálně i skupinově, rekreačně i profesionálně, vytvářejí se osobní, klubové, národní i světové rekordy. Jde o samostatný, plnohodnotný sport a také významný doplněk v rámci tréninků u mnoha sportů a sportovních disciplín.

## Historie
Přeskakování provazu znali již ve starověkém Egyptě (dle kreseb v egyptských hrobkách). Přibližně od roku 1960 je skákání přes švihadlo regulérním sportem, předtím bylo rozšířenou a populární pouliční zábavou. První zprávy o veřejném cvičení se švihadly na území České republiky jsou z roku 1907. Později se cvičilo převážně v sokolovnách, pak v tělocvičnách a na stadiónech. V roce 1965 při 3. Spartakiádě předvedl skladbu se švihadly učňovský dorost. V desetitisícovém počtu cvičenců vyzněla tato sestava na Strahově působivě a setkala se s velkým ohlasem. Z řady českých odborníků a propagátorů tohoto sportovního odvětví lze např. uvést dvě jména: Bohumil Kos, mj. autor knihy Cvičení se švihadly, která vyšla v roce 1965. Známá a aktivní je ve cvičení a propagaci tohoto sportu Jana Beránková a Honza Sochor.

## Vybavení
Pořízení švihadla je dostupné finančně i bohatou nabídkou na trhu sportovních pomůcek. Švihadel je celá řada druhů, od běžných až po různá speciální a vysoce odolná, např. na rychlostní skákání. Pro freestylové skákání se zpravidla využívají švihadla s korálky a prodlouženými ručkami. Pro rychlostní skákání naopak švihadla s tenkým plastovým nebo kovovým lankem a krátkými ručkami. Při pravidelném sportování se švihadlem jsou důležité kvalitní, pohodlné a odpružené boty, které tlumí zatížení kloubního aparátu, také sportovní, volné, vzdušné a pohodlné oblečení. Délku švihadla lze snadno zjistit tak, že přišlápnutím středu švihadla špičkou nohy k podložce, má konec švihadla z obou stran těla dosahovat k podpaží. Pro rychlostní skákání na profesionální úrovni pak může být švihadlo kratší s ručkami cca do pasu.

## Popis cvičení
Cvičit lze kdekoliv, cvičení je velmi účinné především pro trénink koordinace pohybů a zvyšování kondice. Po fyzické stránce prospívá celému tělu, vhodné je k redukci hmotnosti, harmonizuje, přispívá ke zlepšení psychiky - napomáhá k odreagování od denních starostí. Obecně cvičení se švihadlem zlepšuje sportovní výkonnost a základní pohybové vlastnosti, rychlost, sílu, koordinaci, obratnost a vytrvalost. Technicky není náročné, základy se dají zvládnout v krátkém časovém období, i když po stránce fyzické námahy patří mezi nejnáročnější sportovní disciplíny. Zapojeny jsou svaly celého těla. Cvičit mohou všechny věkové skupiny, při vhodně zvolené délce i intenzitě cvičení. Cviky několikanásobně zrychlují srdeční činnost a dechovou frekvenci, proti klidovému stavu. Intenzitu a délku cvičení volíme podle věku, individuálních schopností a zdatnosti. Pomocí švihadla se posiluje svalstvo dolních končetin a významně se zlepšuje odrazová síla, což je důležité např. pro sporty jako jsou lehká atletika, fotbal, tenis, gymnastika, box i další bojové sporty, volejbal, basketbal, florbal, aerobik a řada dalších, takže švihadlo je obecně k tréninku vhodná pomůcka.
Rope skipping jako plnohodnotný sport se pak rozděluje především na rychlostní a freestylové skákání. V rychlostním jak už název napovídá jde o co nejvyšší počet přeskoků v časovém intervalu. Ve freestylovém skákání se pak vytváří sestavy složené z různých dovedností ("skills", česky také "triky"), které se skáčí na hudbu v různém uskupení - od jednotlivců až po 20 členné týmy.
Dovednosti se dělí do nějakolika kategorií:
- footwork - neboli práce nohou, kde jde především o různé krokové variace prováděné při přeskocích přes švihadlo
- manipulace - především různé formy křížení rukou před tělem, za tělem, pod nohou, za koleny apod.
- mulitples - tedy dvoj- a vícešvihy (zpravidla se kombinují s ostatními typy dovedností - například trojšvih s křížením rukou za koleny)
- power/gymnastic - silové a gymnastické prvky prováděné se švihadlem (přemety, salta, stojky...)
- wraps - namotání švihadla na různé části těla zároveň s přeskočením
- releases - vypuštění a chycení jedné nebo obou ruček švihadla

Všechny tyto dovednosti se mohou vzájemně kombinovat do složitějších prvků, případně provádět ve spolupráci více skokanů.
Specifickým prvkem rope skippingu jsou pak disciplíny Wheels, kde jsou dva nebo více skokanů propojeni švihadly (každý konec jednoho švihadla drží jiný skokan) a švihadla se točí ve střídavém rytmu, a Double Dutch, kde se skáče přes dvě dlouhá proti sobě se točící švihadla s jedním nebo více skokany uprostřed.

## Disciplíny
Závodní disciplíny rope skippingu se dělí na rychlostní a freestylové.
Rychlostní disciplíny dle aktuální pravidel International Jump Rope Union:
- Single Rope Speed Sprint - 30 vteřin skákání střídnonož; jeden závodník
- Single Rope Speed Endurance - 3 minuty skákání střídnonož; jeden závodník
- Single Rope Triple Unders - bez časového limitu, soutěží se v maximální počtu navázaných trojšvihů
- Single Rope Double Unders Relay - 2 x 30 vteřin dvojšvihů; štafeta dvou závodníků
- Single Rope Speed Relay - 4 x 30 vteřin skákání střídnonož; štafeta čtyř závodníků
- Double Dutch Speed Relay - 4 x 30 vteřin skákání střídnonož v Double Dutch; štafeta 4 závodníků, kteří se střídají v točení a skákání
- Double Dutch Speed Sprint - 60 vteřin skákání střídnonož v Double Dutch; skáče pouze jeden závodník celou minutu

Do skóre všech rychlostních disciplín, které se skáčí střídnonož, se započítávají pouze přeskoky pravé nohy. Skutečný počet přeskoků v časovém intervalu je tedy vždy 2x vyšší než dosažené skóre.
Freestylové disciplíny:
- Single Rope Individual Freestyle - sestava se švihadlem na hudbu v délce max. 75 vteřin; 1 závodník
- Single Rope Pair Freestyle - sestava se švihadlem na hudbu v délce max. 75 vteřin; 2 závodníci společně
- Single Rope Team Freestyle - sestava se švihadlem na hudbu v délce max. 75 vteřin; 4 závodníci společně
- Double Dutch Single Freestyle - sestava se dvěma Double Dutch švihadly na hudbu v délce max. 75 vteřin; 3 závodníci společně (dva točí, jeden skáče, střídají se)
- Double Dutch Pair Freestyle - sestava se dvěma Double Dutch švihadly na hudbu v délce max. 75 vteřin; 4 závodníci společně (dva točí, dva skáčí, střídají se)
- Double Dutch Triad Freestyle - sestava se dvěma Double Dutch švihadly na hudbu v délce max. 90 vteřin; 5 závodníků společně (dva točí, tři skáčí, střídají se)
- Wheel Pair Freestyle - sestava se dvěma švihadly na hudbu v délce max. 75 vteřin; 2 závodníci společně
- Show Freestyle - vystoupení 8 - 20 závodníků na hudbu v délce do 6 minut

Freestylové disciplíny hodnotí nejméně 9 rozhodčích, a to v oblastech obtížnosti, prezentace, zábavnosti, souladu s hudbou, opakování prvků a chyb.
Ve všech disciplínách se soutěží na mezinárodní úrovni a ve většině též na národní úrovni v ČR. Zastřešující organizací pro rope skipping v ČR je sportovní svaz Czech Jump Rope, který pořádá soutěže, školení rozhodčích a rovněž nominuje reprezentanty České republiky na evropských i světových soutěžích. Již několik českých týmů se úspěšně prosadilo na mezinárodním poli a jejich závodníci vybojovali medailová umístění.

## Rekordy
V České republice se aktuálně sledují a vyhlašují rekordy pouze v oficiálních závodních disciplínách, a to výhradně na soutěžích pořádaných v souladu s mezinárodními pravidly a po dohledem panelu certifikovaných rozhodčích. Rekordy jsou zveřejněné na stránkách svazu Czech Jump Rope. Rekordy jsou vyhlašovány jako skóre dosažené v dané disciplíně. U disciplín, které se skáčí střídnonož, je tak počet přeskoků dvojnásobný než je uvedené skóre. U týmových disciplín se skóre počítá za celý tým.
Starší rekordy jsou v nejrůznějších evidencích a záznamech v České republice i v zahraničí. Historicky je nejvíce rekordů připisováno Janu Skorkovskému. Švihadlu se věnoval především v letech 1980 až 1990. V tréninku, za poslechu rytmické hudby absolvoval desítky miliónů přeskoků. V roce 1982 dokázal 2 204 přeskoků za deset minut. Dva tisíce přeskoků v desetiminutovém limitu zatím oficiálně v České republice i na Slovensku žádný další rekordman nepřekonal. Další starší rekordy Skorkovského: 723 přeskoků za tři minuty z roku 1986, 1 094 přeskoků v pětiminutovce z roku 1988. V hodinovce z roku 1982 má česko-slovenský rekord hodnotu 13 210 přeskoků a čtyři roky byl též rekordem světovým. Rekord pro nejdelší vytrvalost je 6 hodin a 60 tisíc přeskoků. V mezinárodních evidencích má Jan Skorkovský dva záznamy na světové rekordy. Ve vytrvalosti na dvě hodiny přeskočil švihadlo 23344 krát a za tři hodiny zvládl 33956 přeskoků, oba výkony jsou z roku 1986.